# Doll Domination
Doll Domination é o segundo álbum de estúdio do girl group americano Pusssycat Dolls,  lançado em 19 de setembro de 2008 pela Interscope Records. Após o sucesso do álbum de estréia do grupo, PCD (2005), Nicole Scherzinger tentou lançar sua carreira solo com Her Name Is Nicole; no entanto, depois de quatro singles sem nenhum sucesso, Scherzinger decidiu se concentrar no segundo álbum do grupo. O lançamento do álbum foi precedido pela saída da integrante mais antiga do grupo, Carmit Bachar. O desenvolvimento começou em fevereiro de 2008, onde o grupo trabalhou com os colaboradores anteriores Sean Garrett, Polow da Don e Timbaland e novos, como Darkchild, J-Roc e Ne-Yo. Além disso, quatro músicas gravadas para o Her Name Is Nicole foram dadas por Scherzinger, porque ela sentiu que as músicas ficariam mais adequadas para o grupo.
O Doll Domination estreou no número quatro na Billboard 200 dos EUA, tornando-se a melhor estreia do grupo; no entanto, o álbum foi considerado uma decepção comercial. Ele experimentou picos semelhantes nas paradas, estreando no número três no Canadá e número quatro na Austrália e no Reino Unido. Sete singles foram extraídos, incluindo os sucessos "When I Grow Up", "I Hate This Part" e "Jai Ho! (You Are My Destiny)"- que creditou Scherzinger como artista de destaque -. Para apoiar o álbum, o grupo embarcou em sua segunda turnê, intitulada Doll Domination Tour. Ao longo de 2009, o álbum foi reeditado em várias formas diferentes.

## Antecedentes
O álbum anterior do grupo PCD (2005) foi um sucesso comercial e vendeu até 2,9 milhões de discos nos Estados Unidos. O álbum contou com três enormes sucessos, incluindo o single internacional "Don't Cha". O sucesso levou ao grupo uma ampla gama de licenciamentos  que incluiu uma série de reality shows da CW, PussycatDolls Present: The Search for the Next Doll. Produzido pela fundadora do grupo Robin Antin, seu irmão Steven Antin, o executivo Jimmy Iovine, e os produtores de televisão McG e Ken Mok, o objetivo do programa era selecionar um sétimo membro ao grupo que se juntaria a elas na gravação do segundo álbum de estúdio e futuros projetos. No final em 24 de abril revelou Asia Nitollano para ser a vencedora da competição. Após sua vitória, ela se juntou ao grupo em uma performance de seu single de estreia, "Don't Cha". No entanto, vários meses depois, foi revelado que Nitollano não tinha interesse em prosseguir com o grupo, após o final do reality e preferiu seguir carreira solo.
Ao longo de dois anos (2005–07), a vocalista Nicole Scherzinger gravou 75-100 canções para o seu álbum de estréia solo planejado. Em março de 2007, Scherzinger anunciou que seu primeiro álbum de estúdio seria intitulado Her Name Is Nicole e foi inicialmente planejado para ser lançado no final do verão. Em setembro de 2007, Scherzinger lançou seu primeiro single, "Baby Love", com will.i.am, obtendo sucesso mediano. Após o fracasso dos outros três singles: "Whatever U Like" (com T.I.), "Supervillain" e "Puakenikeni", Scherzinger decidiu não lançar mais nenhum single do álbum. Her Name Is Nicole foi cancelado e voltou o foco para o segundo álbum das Dolls. Em 3 de março de 2008, Carmit Bachar anunciou através do site do grupo que ela havia deixado o grupo com a intenção de seguir carreira solo. Na época de sua saída, ela tinha sido a integrante mais longa do grupo, juntando-se em 1995 quando elas eram uma trupe burlesco. Em 10 de março, elas se apresentaram pela primeira vez sem Bachar para o concerto Operação MySpace, que homenageou as tropas americanas estacionadas no Kuwait.
Em 12 de agosto de 2008, o grupo revelou a arte do álbum para a edição padrão do álbum. A capa mostra cada membro em motocicletas que ostenta um medalhão exibindo suas iniciais. Maura, do Idolator, viu a capa como um passo para que os quatro integrantes restantes "finalmente chegassem e talvez, um dia, terem personalidades próprias".

## Composição
Doll Domination compreende dezesseis faixas na edição padrão e vinte e um na edição de luxo - cinco das quais são músicas cantadas a por cada integrante individualmente. Em termos de composição musical, os críticos notaram que segue a mesma fórmula do álbum de estréia; temas auto-suficientes, letras sensuais e batidas de dança.
O álbum abre com "When I Grow Up", é uma música de R&B e electropop que se centra no desejo de ser famoso quando se cresce. Nic Oliver do musicOMH opinou que a faixa "define o estilo do resto do álbum". "Bottle Pop", com a participação de Snoop Dogg, consiste em "vocais ofegantes, música eletrônica divertida e insinuações sexuais". "Whatcha Think About That" é uma música electropop e R&B que é construída em torno de um distintivo de guitarra. A canção apresenta três versos cantados pela rapper americana Missy Elliott que se junta ao grupo. A quarta faixa "I Hate This Part" é uma balada emotiva que fala sobre a conversa antes de um rompimento. "Takin 'Over the World" é uma canção com electro grooves." A sexta faixa, "Out Of This Club", com a participação do rapper americano R. Kelly e produtor Polow da Don é "uma geléia lenta" consistindo de "melodias de piano rudimentares" e uma "batida de pelúcia contra um refrão romântico". "Who's Gonna Love You", uma sobra do Her Name Is Nicole, foi apontada como tendo influências de Janet Jackson, bem como "anos 80 brilhantes". Em "Happily Never After" Scherzinger narra a história de uma mulher que sai em um relacionamento sem futuro. "Magic" usa elementos da música do Oriente Médio.

## Recepção
| Críticas profissionais | Críticas profissionais |
| Pontuações agregadas   | Pontuações agregadas   |
| Fonte                  | Avaliação              |
| ---------------------- | ---------------------- |
| Metacritic             | 51/100                 |
| Avaliações da crítica  |                        |
| Fonte                  | Avaliação              |
| AllMusic               | [ 14 ]                 |
| Entertainment Weekly   | C–                     |
| Los Angeles Times      | [ 28 ]                 |
| musicOMH               | [ 19 ]                 |
| Newsday                | C–                     |
| Slant Magazine         | [ 23 ]                 |
| Rolling Stone          | [ 25 ]                 |
| USA Today              | [ 16 ]                 |
| Yahoo! Music UK        | [ 30 ]                 |

### Crítica
No Metacritic, que atribui uma classificação normalizada de 100 a críticas da crítica mainstream, o álbum recebeu uma pontuação média de 51, que indica "revisões mistas ou médias", com base em 12 avaliações. Escrevendo para a Billboard, Mariel Concepcion forneceu uma revisão favorável, opinando que o álbum tem todos "os elementos (temas auto-suficientes, letras sensuais e um monte de látex apertado) para imitar a vitória de [PCD]". Steve Jones, do USA Today, concordou com Concepcion, mas acrescentou que elas estão "mais interessadas em empurrar sua marca do que em ultrapassar fronteiras". Escrevendo para a Slant Magazine, Sal Cinquemani descobriu que "foi inteligente destacar os talentos das outras integrantes" após o cancelamento de Her Name is Nicole. Escrevendo para o Washington Post, Allison Stewart observou que Scherzinger tem "um papel mais central" e encarou Doll Domination como "um prêmio de consolação" após os atrasos em seu álbum solo. Jon Pareles do The New York Times observou que as baladas "são um movimento para expandir a franquia" buscando "um pouco de empatia junto com a atitude". Em uma crítica mais variada, Christian Hoard, da Rolling Stone's, destacou várias músicas, mas concluiu que o disco "soa como se as Dolls tivessem jogado tudo o que tinham nas paradas para ver se alguma coisa vai fazer sucesso".
Elan Priya do The Times escreveu que o álbum "carece de personalidade distinta". August Brown, do Los Angeles Times, notou que as faixas não vêm "a uma distância farejante de 'Don't Cha'. Em vez disso, elas atuam como" uma série de significantes para outros, mais interessantes momentos na cultura pop recente" Da mesma forma, Ken Capobianco do The Boston Globe afirmou que o álbum não faz jus ao seu primeiro álbum PCD. Margeaux Watson da Entertainment Weekly, classificou o álbum como C - criticando o Doll Domination "especialmente para um grupo que descaradamente enfatiza estilo sobre substância." Glenn Gamboa do Newsday escreveu, "no que diz respeito à música, elas não são os dominadoras, eles são os dominadas", acrescentando que "elas soam como se estivessem à mercê de seus compositores e produtores, contribuindo para grandes oscilações de qualidade. Stephen Thomas Erlewine do Allmusic, achou irônico que um grupo vindo de uma trupe burlesca canta canções sobre "empoderamento, desgosto, amor, fama e riqueza, mas nunca sobre sexo". Ele terminou sua revisão escrevendo, "é muito melhor ouvir as garotas cantando uma canção de strip-tease do que uma canção de amor". Nic Oliver, da musicOMH, também foi mais negativo com o álbum, opinando que é um "álbum indo direto para as caixas de barganha" sob o arquivo "desanimador".
Em sua lista dos cinco piores álbuns de 2008, Chris Willman, da Entertainment Weekly, classificou Doll Domination em quinto lugar, criticando os "duplos entrosamentos" da música, visando o "público-alvo em jovens de 15 anos". IGN classificou Doll Domination em terceiro na sua lista dos dez piores álbuns, comentando que o "disco se destaca porque é tão excepcionalmente vomitado". Ele foi votado como o terceiro pior álbum segundo a pesquisa dos leitores do Popjustice em 2008.

### Comercial
Nos Estados Unidos, o Doll Domination estreou na quarta posição na parada da Billboard 200 vendendo 79.000 cópias na semana encerrada em 29 de setembro, de acordo com a Nielsen Music. Além disso, o Doll Domination atingiu seu pico mais alto na Billboard 200, mas também marcou as vendas mais baixas na primeira semana de um álbum, com o PCD vendendo 99.000 cópias. Durante sua segunda semana de lançamento, Doll Domination caiu para o número catorze. O álbum foi uma decepção comercial nos EUA vendendo menos de 400.000 cópias até abril de 2009. No Canadá, o Doll Domination entrou no número três na parada de álbuns com vendas de 12.000 na semana que terminou em 11 de outubro de 2008. O álbum conseguiu permanecer por apenas 5 semanas, e foi certificado de platina pela Music Canada, por vendas superiores a 80.000 cópias.
No Reino Unido, o álbum estreou em quarto lugar no UK Albums Chart de 28 de setembro de 2008, vendendo 31.823 unidades e superando o número oito da estreia (23.800 vendas) e o número sete do pico de seu primeiro álbum PCD. Em 28 de novembro de 2008, o álbum foi certificado como ouro pela British Phonographic Industry (BPI). Em maio de 2009, o Doll Domination vendeu um total de 205.881 cópias no Reino Unido - menos de um sexto do que o PCD, que vendeu 1.246.769 cópias. Na França, Doll Domination estreou no número 16 no French Albums Chart em 29 de setembro de 2008, permanecendo naquele local por duas semanas. Foi certificado ouro pelo Syndicat National de l'Édition Phonographique.

## Singles
O primeiro single do álbum "When I Grow Up" foi lançado em 27 de maio de 2008 e enviado as estações de rádio contemporâneas em 1 de junho de 2008. O single foi recebido favoravelmente por críticos de música, muitos dos quais destacaram como um faixa de destaque do Doll Domination. A música chegou ao número nove na Billboard Hot 100, tornando-se o single mais bem sucedido do grupo desde "Buttons". O videoclipe acompanhante foi indicado em cinco categorias no MTV Video Music Awards de 2008 e ganhou o prêmio de Melhor Vídeo de Dança. "Whatcha Think About That", que apresenta os vocais do artista americana Missy Elliott, foi lançado e enviado às estações de rádio contemporâneas em 9 de setembro de 2008 como o segundo single. A música não conseguiu entrar na Billboard Hot 100, no entanto, conseguiu atingir o número nove na parada de singles do Reino Unido. O videoclipe inspirado em temas burlesco foi dirigido por Diane Martel e foi lançado em 6 de outubro. "Out Of This Club", uma colaboração com R. Kelly e Polow da Don, foi enviada para estações urbanas contemporâneas em 12 de outubro, como o terceiro single apenas nos Estados Unidos. A canção estreou e atingiu o número 24 no Billboard Bubbling Under R&B/Hip-Hop Singles, um gráfico que apresenta as 25 músicas que não conseguiram fazer um impacto no gráfico Hot R&B/Hip-Hop Songs. "I Hate This Part" foi lançado em 14 de outubro de 2008 como o segundo single internacional e lançado nas estações de rádio em 20 de outubro de 2008 como o quarto single nos Estados Unidos. A música recebeu feedback positivo de críticos de música, que elogiaram a produção e os vocais de Scherzinger. A música chegou ao número onze na parada Billboard Hot 100 dos EUA e ficou no topo da parada das paradas do Hot Dance Club Songs  dos EUA. Além disso, alcançou o top 10 de várias paradas internacionais, incluindo na Austrália e na Nova Zelândia. O videoclipe que a acompanhava, foi lançado em 11 de outubro e foi filmado em Los Angeles com um conceito de tema o deserto.
Após a vitória de A. R. Rahman no Oscar 2009 de Melhor Canção Original e Melhor Trilha Sonora Original por "Jai Ho" que foi trilha sonora de Slumdog Millionaire, a versão pop em língua inglesa intitulada "Jai Ho! (You Are My Destiny)" foi lançada dia depois. A integrante Nicole Scherzinger foi creditada como artista de destaque, criando uma enorme tensão dentro do grupo. A faixa atingiu o número quinze na Billboard Hot 100, depois de subir oitenta e cinco lugares e ter o maior salto semanal do número 100. Internacionalmente, alcançou maior sucesso em toda a Europa e Oceania, alcançando o topo da lista. gráficos em 17 países, incluindo Austrália, Finlândia e Irlanda. O videoclipe que acompanhava, retratava a última cena do filme Slumdog Millionaire. Em 23 de fevereiro, um remix foi lançado na Nova Zelândia, substituindo Snoop Dogg por Devolo. "Bottle Pop", com Snoop Dogg foi lançado em 6 de março como o quarto single na Austrália e em alguns países europeus. Na Oceania, a música alcançou um sucesso moderado, com um pico entre os vinte primeiros na Austrália e Nova Zelândia. Nos Estados Unidos, a música liderou o gráfico do Hot Dance Club Play chart. "Hush Hush; Hush Hush" foi lançado a estações de rádio contemporâneas em 26 de maio de 2009 como o single final do Doll Domination. A canção atingiu o número setenta e três e quarenta e um nos Estados Unidos e no Canadá, respectivamente. Internacionalmente, o single alcançou o número dois na Turquia, dez na Austrália e os vinte primeiros na maioria dos países europeus. Além disso, a música se tornou o sexto número consecutivo do grupo na parada Hot Dance Club Songs da Billboard.

## Promoção
As Pussycat Dolls se apresentaram pela primeira vez cantando "When I Grow Up" no Jimmy Kimmel Live! em 20 de maio de 2008, em 1 de junho no MTV Movie Awards de 2008 e em 12 de junho no So You Think You Can Dance. O álbum foi adicionalmente promovido através de um episódio da série documental E! True Hollywood Story, que estreou pela E! no dia 23 de maio, e apresentaram o especial Maxim Hot 100 da VH1 em 27 de maio. Em agosto, as Pussycat Dolls viajaram para a Ásia para abrir o MTV Asia Music Awards de 2008 em Kuala Lumpur, Malásia, cantando "Buttons" e "When I Grow Up" em 2 de agosto e aparecram no segundo dia do festival de música Singfest em Cingapura em 4 de agosto. Em 29 de agosto, elas cantaram "When I Grow Up" no Today e vários dias depois, apresentaram-se no evento anual de arrecadação de fundos Fashion Rocks. O grupo então cantou cinco músicas em um show no Walmart: "I Hate This Part", "Takin' Over the World" e "When I Grow Up" de Doll Domination, e "Buttons" e "Don't Cha" de PCD. No final de setembro de 2008 elas viajaram para o Reino Unido e performaram "When I Grow Up" no Vodafone Awards, GMTV, This Morning e Sound and One Night Only e apareceram nas capas das revistas The Sun, Something For The Weekend, The Big Issue e QX.
Em 14 de outubro, o grupo viajou para a Austrália para se apresentar no Sydney Opera House como parte de uma série de shows promovendo o Xbox 360 e o videogame  Lips; no dia seguinte elas tocaram um set de duas músicas no Sunrise. Em 28 de outubro, o grupo cantou "Whatcha Think About That", juntamente com Missy Elliott no Dancing with the Stars. Em 21 de novembro, elas performaram um medley de "I Hate This Part" e "When I Grow Up" no American Music Awards de 2008. A apresentação incluiu bastões de stripper e as meninas vestiram roupas totalmente de borracha. Em 12 de dezembro, o grupo cantou "I Hate This Part" no The Hills. O grupo se apresentou no dia 7 de janeiro no The Tonight Show with Jay Leno, em 18 de janeiro elas se apresentaram junto cantando "When I Grow Up" no NRJ Music Awards de 2009 em Cannes, França. As Pussycat Dolls cantaram pela primeira vez "Jai Ho! (You Are My Destiny)" pela primeira vez na televisão no Late Night with Jimmy Fallon em 10 de março vestindo roupas de inspiração indiana. Vários dias depois, elas cantaram "Jai Ho! (You Are My Destiny)" e "I Hate This Part" no MuchOnDemand e em 28 de março fizeram uma mistura de "Jai Ho! (You Are My Destiny)" e "When I Grow Up" no Kids' Choice Awards de 2009.

### Turnê

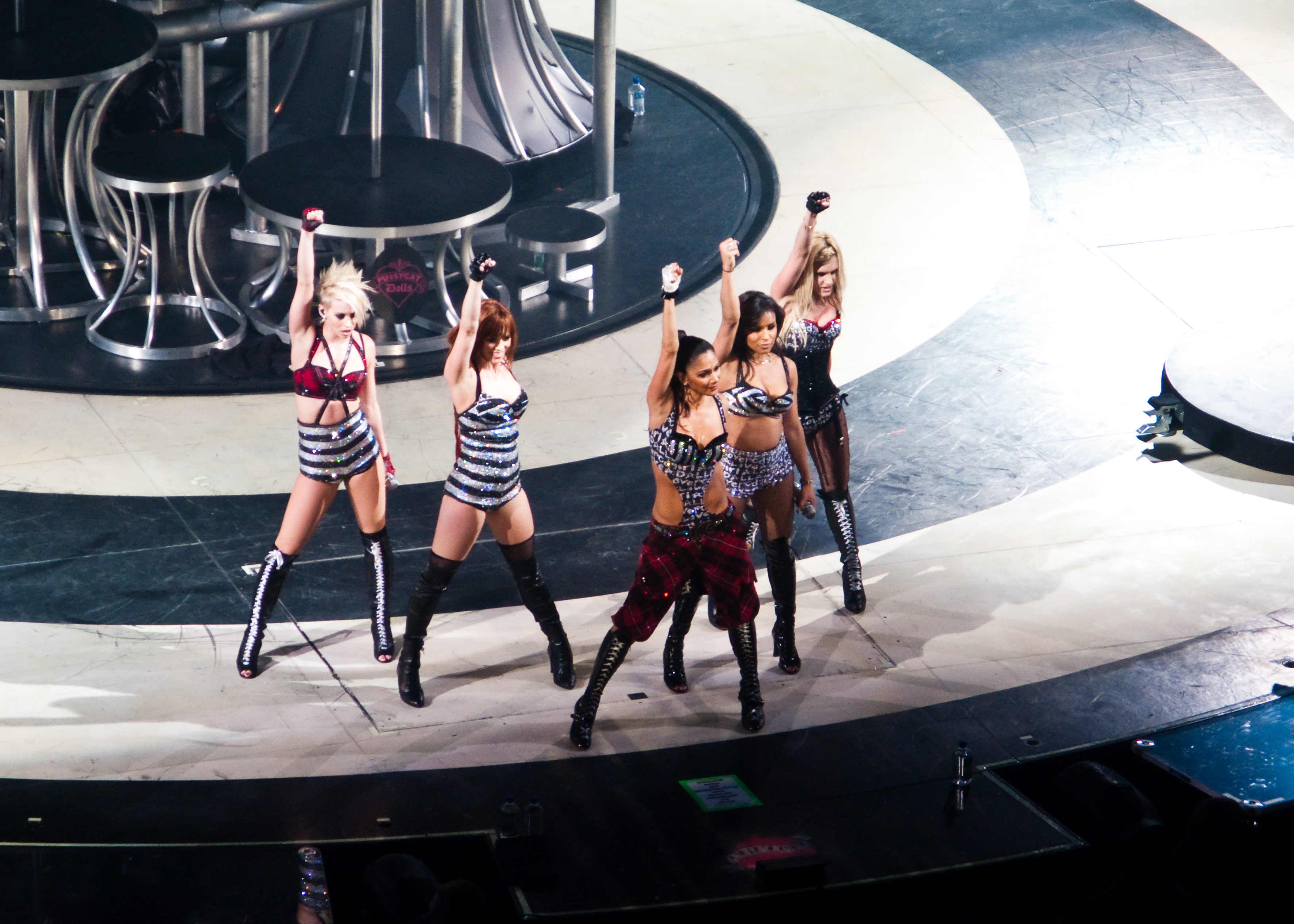
As Pussycat Dolls performando "Jai Ho! (You Are My Destiny)" durante a The Circus Starring Britney Spears

Durante o verão de 2008, Ashley Roberts mencionou pela primeira vez as intenções do grupo de fazer uma turnê em 2009. Em outubro, o grupo anunciou as primeiras datas no Reino Unido, das apresentações em conjunto com o cantor e compositor de R&B americano Ne-Yo, onde a banda atudou como um artista de abertura. No mês seguinte, mais datas européias foram anunciadas, juntamente com datas na Oceania, para o qual a artista americana Lady Gaga foi anunciada como o principal artista de abertura em ambas as partes. A primeira etapa da Doll Domination Tour começou no Aberdeen Exhibition e Conference Centre, em Aberdeen, na Escócia, em 18 de janeiro de 2009, e terminou em 25 de fevereiro na Arena Belgrado, em Belgrado, na Sérvia. Antes de continuar na Oceania, o grupo abriu para The Circus Starring Britney Spears na América do Norte de 3 de março a 3 de maio. A turnê recomeçou em 16 de maio na Arena Vector em Auckland, Nova Zelândia e concluiu-se em 31 de julho no Centro Internacional de Exposições e Lazer de Beirute, em Beirute, no Líbano. Jessica Sutta sofreu uma lesão nas costas durante o primeiro show de Sydney, deixando o grupo se apresentando como um quarteto durante os shows seguintes. Vinte e três shows foram submetidos à bilheteria da Billboard, arrecadando US $ 14,3 milhões, com 231.711 fãs assistindo às apresentações.

## Faixas
| Doll Domination – Edição Padrão |                                                                  | |                                     |         |  |
| N.º                             | Título                                                           | Compositor(es)                                                                                          | Produtor(es)                        | Duração |  |
| 1.                              | "When I Grow Up"                                                 | Rodney "Darkchild" Jerkins Theron Thomas Timothy Thomas Jim McCarty Paul Samwell-Smith                  | Jerkins                             | 4:05    |  |
| 2.                              | "Bottle Pop" (com participação de Snoop Dogg)                    | Sean "The Pen" Garrett Fernando Garibay Nicole Scherzinger                                              | Garrett Garibay Clubba Lang [a]     | 3:30    |  |
| 3.                              | "Whatcha Think About That" (com participação de Missy Elliott)   | Jamal Jones Esther Dean Elliott Mickael Furnon                                                          | Polow da Don Ron Fair [b] Dean [b]  | 3:48    |  |
| 4.                              | "I Hate This Part"                                               | Wayne Hector Lucas Jonas Jeberg Mich Hansen                                                             | Jeberg Cutfather Fair               | 3:39    |  |
| 5.                              | "Takin' Over the World"                                          | Jesse Woodard Tiffany Gouche Davion Faris Danniel Farris Myles Sims Emmanuell Chisolm Daniel Groover    | Chase N Cashe                       | 3:35    |  |
| 6.                              | "Out Of This Club" (com participação de R. Kelly e Polow da Don) | Kelly Jamal Jones                                                                                       | Kelly                               | 4:08    |  |
| 7.                              | "Who's Gonna Love You"                                           | Scherzinger Jamal Jones Kara DioGuardi                                                                  | Polow da Don Fair [b]               | 4:00    |  |
| 8.                              | "Happily Never After"                                            | Shaffer Smith Shea Taylor                                                                               | Taylor Ne-Yo [a]                    | 4:49    |  |
| 9.                              | "Magic"                                                          | Timothy Mosley Jerome "Jroc" Harmon Ezekiel Lewis Balewa Muhammad Patrick "J. Que" Smith Candice Nelson | Timbaland Harmon                    | 3:41    |  |
| 10.                             | "Halo"                                                           | Mosley Harmon Lewis Muhammad Smith Nelson                                                               | Timbaland Harmon                    | 5:24    |  |
| 11.                             | "In Person"                                                      | Mosley Harmon Lewis Muhammad Smith Nelson                                                               | Timbaland Harmon                    | 3:36    |  |
| 12.                             | "Elevator"                                                       | Jerkins Crystal Johnson                                                                                 | Jerkins                             | 3:41    |  |
| 13.                             | "Hush Hush"                                                      | Andreas Romdhane Josef Larossi Ina Wroldsen Scherzinger                                                 | Quiz & Larossi Fair                 | 3:48    |  |
| 14.                             | "Love the Way You Love Me"                                       | Chauncey Hollis Woodard DioGuardi Kasia Livingston                                                      | Hit-Boy Chase N Cashe DioGuardi [a] | 3:21    |  |
| 15.                             | "Whatchamacallit"                                                | Mosley Harmon Lewis Muhammad Smith Nelson                                                               | Timbaland Harmon                    | 4:19    |  |
| 16.                             | "I'm Done"                                                       | Stefanie Ridel Tommy Lee James Ashlyne Huff                                                             | Fair Tal Herzberg [a]               | 3:18    |  |
| Duração total:                  | Duração total:                                                   | Duração total:                                                                                          | Duração total:                      | 62:40   |  |

| Doll Domination – Edição Europeia (faixas bônus) |                                                                      |                                                        |                                           |         |  |
| N.º                                              | Título                                                               | Compositor(es)                                         | Produtor(es)                              | Duração |  |
| 17.                                              | "Lights, Camera, Action" (com participação de New Kids on the Block) | Jamal Jones Brian Kennedy Cornell Haynes Lloyd Politte | Polow da Don Nelly [b] Adam Messinger [b] | 3:45    |  |
| 18.                                              | "Perhaps, Perhaps, Perhaps"                                          | Osvaldo Farrés Joe Davis                               | Fair                                      | 2:15    |  |
| Duração total:                                   | Duração total:                                                       | Duração total:                                         | Duração total:                            | 68:40   |  |

| Doll Domination – Reedição da edição (faixas bônus) | | |                                        |         |  |
| N.º                                                 | Título | Compositor(es) | Produtor(es)                           | Duração |  |
| 17.                                                 | "Jai Ho! (You Are My Destiny)" (A. R. Rahman e The Pussycat Dolls com participação de Nicole Scherzinger) (RF Mix) | Scherzinger Dean Fair Evan Bogart Erika Nuri David Quiñones Nailah Thorbourne Nyanda Thorbourne Candace Thorbourne | Rahman Fair [c] Scherzinger [b]        | 3:42    |  |
| 18.                                                 | "Top of the World"                                                                                                 | |                                        | 3:14    |  |
| 19.                                                 | "Painted Windows"                                                                                                  | Jerkins Osinachi Nwaneri Kalenna Harper Crystal Johnson                                                            | Jerkins Nwaneri Harper [a] Johnson [a] | 3:34    |  |
| Duração total:                                      | Duração total: | Duração total: | Duração total:                         | 73:10   |  |

| Doll Domination – Edição de luxo norte-americana (Disco 2) |                                                              |                                                       |                                        |         |  |
| N.º                                                        | Título                                                       | Compositor(es)                                        | Produtor(es)                           | Duração |  |
| 1.                                                         | "If I Was a Man" (interpretado por Jessica Sutta)            | Ridel Miriam Nervo Olivia Nervo Michael Smith         | Smidi Fair Ridel                       | 3:31    |  |
| 2.                                                         | "Space" (interpretado por Melody Thornton)                   | Andrew Frampton Jack Kugell Jamie Jones Jason Pennock | Kugell Jamie Jones Pennock Mischke [b] | 3:08    |  |
| 3.                                                         | "Don't Wanna Fall in Love" (interpretado por Kimberly Wyatt) | Jane Child                                            | David Frank Mischke                    | 3:21    |  |
| 4.                                                         | "Played" (interpretado por Ashley Roberts)                   | Steve Diamond Robbie Nevil                            | Nevil Mischke                          | 3:20    |  |
| 5.                                                         | "Until U Love U" (interpretado por Nicole Scherzinger)       | Diane Warren                                          | Peter Stengaard Fair                   | 3:38    |  |
| Duração total:                                             | Duração total:                                               | Duração total:                                        | Duração total:                         | 16:58   |  |

| Doll Domination – Edição Internacional de Luxo (Disco 2) |                                                                |                                                  |                |         |  |
| N.º                                                      | Título                                                         | Compositor(es)                                   | Produtor(es)   | Duração |  |
| 6.                                                       | "Baby Love" (Nicole Scherzinger com participação de will.i.am) | William Adams DioGuardi Scherzinger Keith Harris | will.i.am      | 4:42    |  |
| 7.                                                       | "Perhaps, Perhaps, Perhaps"                                    | Farrés Davis                                     | Fair           | 2:15    |  |
| Duração total:                                           | Duração total:                                                 | Duração total:                                   | Duração total: | 23:55   |  |

Notas
- ↑a  significa um co-produtor
- ↑b  significa um produtor vocal
- ↑c  significa um produtor adicional

Amostras
- "When I Grow Up" contem amostras "He's Always There"  escrito por Jim McCarty e Paul Samwell-Smith, interpretado por The Yardbirds.
- "Whatcha Think About That" contem amostras "Je M'appelle Jane" como escrito por Mickael Furnon realizado por Jane Birkin.

## Desempenho nas tabelas musicais
| Chart (2008–09)                       | Maior posição |
| ------------------------------------- | ------------- |
| Alemanha (Offizielle Deutsche Charts) | 10            |
| Austrália (ARIA)                      | 4             |
| Austrália (ARIA Urban)                | 1             |
| Áustria (Ö3 Austria Top 40)           | 16            |
| Bélgica (Ultratop Flandres)           | 17            |
| Bélgica (Ultratop Valônia)            | 22            |
| Canadá (Billboard)                    | 3             |
| Croácia (HDU)                         | 39            |
| Espanha (PROMUSICAE)                  | 38            |
| Estados Unidos (Billboard 200)        | 4             |
| Finlândia (Suomen virallinen lista)   | 38            |
| França (SNEP)                         | 16            |
| Irlanda (IRMA)                        | 6             |
| México (Top 100)                      | 55            |
| Nova Zelândia (RMNZ)                  | 8             |
| Países Baixos (Dutch Charts)          | 24            |
| Polónia (ZPAV)                        | 32            |
| Portugal (AFP)                        | 25            |
| Reino Unido (UK Albums Chart)         | 4             |
| Reino Unido (UK R&B Albums Chart)     | 3             |
| República Tcheca (ČNS IFPI)           | 23            |
| Suíça (Schweizer Hitparade)           | 7             |
| Taiwan (G-Music)                      | 3             |

| Chart (2008)                  | Posição |
| ----------------------------- | ------- |
| Austrália (ARIA)              | 53      |
| Austrália (ARIA Urban Albums) | 7       |
| França (SNEP)                 | 118     |
| Grécia (IFPI)                 | 40      |
| Reino Unido (OCC)             | 103     |
| Suíça (Schweizer Hitparade)   | 96      |
| Chart (2009)                  | Posição |
| Bélgica (Ultratop Wallonia)   | 89      |
| França (SNEP)                 | 65      |
| EUA (Billboard 200)           | 186     |
| Reino Unido (OCC)             | 173     |

## Vendas e certificações
| Região                                                                                             | Certificação | Vendas   |
| -------------------------------------------------------------------------------------------------- | ------------ | -------- |
| Bélgica (BEA)                                                                                      | Platina      | 125,000* |
| Canadá (Music Canada)                                                                              | Platina      | 180,000^ |
| França (SNEP)                                                                                      | Ouro         | 80,000*  |
| Irlanda (IRMA)                                                                                     | Platina      | 75,000^  |
| Reino Unido (BPI)                                                                                  | Platina      | 560,000  |
| Suíça (IFPI Suíça)                                                                                 | Platina      | 45,000^  |
| Resumos                                                                                            |              |          |
| CCG (IFPI)                                                                                         | Ouro         | 3,000    |
| *números de vendas baseados somente na certificação ^distribuições baseadas apenas na certificação |              |          |

## Histórico de lançamentos
| Região      | Data                   | Formato             | Edição    | Gravadora       | Ref     |
| ----------- | ---------------------- | ------------------- | --------- | --------------- | ------- |
| Alemanha    | 19 de setembro de 2008 | CD download digital | Padrão    | Universal Music | [ 134 ] |
| Reino Unido | 22 de setembro de 2008 | CD download digital | Padrão    | Polydor         | [ 135 ] |
| EUA         | 23 de setembro de 2008 | CD download digital | Padrão    | Interscope      | [ 136 ] |
| EUA         | 23 de setembro de 2008 | CD download digital | Deluxe    | Interscope      | [ 137 ] |
| Japão       | 10 de dezembro de 2008 | CD download digital | Deluxe    | Universal Music | [ 138 ] |
| Alemanha    | 24 de abril de 2009    | CD download digital | Re-edição | Universal Music | [ 139 ] |

## Doll Domination 2.0
O Doll Domination 2.0 é uma coletânea do álbum Doll Domination. No total, ele apresenta apenas 10 faixas, sendo 6 dessas originais mais o remix de Hush Hush e "Jai Ho! (You Are My Destiny)", "Top of the World" e "Painted Windows". Até agora só teve lançamento na Austrália no dia 24 de Abril de 2009, foi lançado nos Estados Unidos em 28 de Agosto de 2009.

### Recepção
Nick Bond da MTV Austrália comentou, embora "[...] lançar um pacote sucinto das melhores canções do Doll Domination' é, na verdade, a jogada mais inteligente que fizeram por um tempo". Ele encerrou a análise escrevendo, "embora pareça cada vez mais improvável que o grupo sobreviva a um terceiro álbum, esses mini-maiores sucessos resultam em uma finalização adequada".

### Listagem de faixas
| N.º            | Título                                                                             | Duração |  |
| 1.             | "When I Grow Up"                                                                   | 4:05    |  |
| 2.             | "I Hate This Part"                                                                 | 3:39    |  |
| 3.             | "Jai Ho! (You Are My Destiny)" (Participação de A. R. Rahman e Nicole Scherzinger) | 3:42    |  |
| 4.             | "Hush Hush; Hush Hush"                                                             | 4:14    |  |
| 5.             | "Top of the World"                                                                 | 3:16    |  |
| 6.             | "Halo"                                                                             | 5:24    |  |
| 7.             | "Painted Windows"                                                                  | 3:33    |  |
| 8.             | "Bottle Pop"                                                                       | 3:30    |  |
| 9.             | "Takin' Over The World"                                                            | 3:35    |  |
| 10.            | "I'm Done"                                                                         | 3:18    |  |
| Duração total: | Duração total:                                                                     | 38:18   |  |

### Desempenho nas tabelas musicais
| Chart (2009)              | Maior posição |
| ------------------------- | ------------- |
| Austrália (ARIA)[A]       | 4             |
| Austrália (ARIA Urban)[A] | 2             |

| Chart (2009)           | Posição |
| ---------------------- | ------- |
| Austrália (ARIA)       | 60      |
| Austrália (ARIA Urban) | 6       |

Notas
- A↑  Nestes territórios, Doll Domination 2.0 foi combinada com a entrada de tabela original para o Doll Domination, e, assim, re-introduzido no gráfico como um lançamento.

## Histórico de lançamento
| Região         | Data                | Formato             | Gravadora            |
| -------------- | ------------------- | ------------------- | -------------------- |
| Austrália      | 24 de abril de 2009 | CD download digital | Interscope Universal |
| Estados Unidos | 5 de maio de 2009   | CD                  | 101 Distribution     |

## Doll Domination: The Mini Collection
A rádio londrina Capital anunciou o lançamento do Doll Domination: The Mini Collection, no dia 27 de Abril de 2009, no Reino Unido. Esse álbum contém todos os singles de Doll Domination, Jai Ho! (You Are My Destiny), além das novas músicas "Hush Hush; Hush Hush" e "Painted Windows".
| Doll Domination: The Mini Collection |                                                                                    |         |  |
| N.º                                  | Título                                                                             | Duração |  |
| 1.                                   | "Jai Ho! (You Are My Destiny)" (Participação de A. R. Rahman e Nicole Scherzinger) | 3:42    |  |
| 2.                                   | "When I Grow Up"                                                                   | 4:05    |  |
| 3.                                   | "Whatcha Think About That" (Participação de Missy Elliott)                         | 3:48    |  |
| 4.                                   | "Painted Windows"                                                                  | 3:34    |  |
| 5.                                   | "I Hate This Part"                                                                 | 3:39    |  |
| 6.                                   | "Hush Hush; Hush Hush"                                                             | 4:14    |  |
| Duração total:                       | Duração total:                                                                     | 23:09   |  |

## Ficha técnica
Vocais
- Nicole Scherzinger → vocais, vocais de apoio
- Melody Thornton → vocais, vocais de apoio
- Jessica Sutta → vocais de fundo
- Ashley Roberts → vocais de fundo
- Kimberly Wyatt → vocais de fundo
- Snoop Dogg – vocais (faixa 2)
- Missy Elliott → vocais (faixa 3)
- R. Kelly → vocais (faixa 6)
- Polow Da Don → vocais (faixa 6), vocais de apoio adicionais (faixas 7)
- New Kids on the Block → vocais (faixa 6)
- Rodney "Darkchild" Jerkins → vocais de apoio adicionais (faixa 1)
- Rock City → vocais de apoio adicionais (faixa 1)
- Candice Nelson → vocais de apoio adicionais (faixas 9–11, 15)

Gerência
- Gretchen Anderson → produtor
- Damian Elahi → assuntos de negócios
- Tanya Greig → assuntos de negócios
- Jeff Haddad → gerenciamento
- Buffy Hubelbank → coordenação de A&R
- Terrence Nelson → coordenação de A&R
- Gary Ng → coordenação de A&R
- Jeff Norskog → gerenciamento
- Ginger Ramsey → marketing
- Dave Rene → coordenação de A&R
- Manny Smith → A&R
- Jeanne Venton → coordenação de A&R

Técnico e produção
- Julian Peploe → direção de arte
- Matthew Rolston → fotografia
- Rodney "Darkchild" Jerkins – produção (faixas 1, 12), produção vocal, mixagem (faixa 1)
- Paul Foley → gravação (faixa 1)
- Mike "Handz" Donaldson → gravação (faixa 1)
- Roberto "Tito" Vazquez → gravação (faixa 1)
- Spike Stent → mixagem (faixa 1)
- Sean "The Pen Garrett → produção, instrumentação, programação (faixa 2)
- Fernando Garibay → produção, instrumentação, programação (faixa 2)
- Clubba Langg → co-produção (faixa 2)
- Miles Walker → gravação (faixa 2)
- Chris Jackson → gravação (faixa 2)
- Mike Hogue → assistente de gravação (faixa 2)
- Chris Kasych → assistente de gravação (faixa 2)
- Brian Schunck → assistente de gravação (faixa 2)
- Matt Wheeler → assistente de gravação (faixa 2), gravação (faixas 3, 5, 14)
- Kennard Garrett → keyboards (faixa 2)
- Raymond "Rayza" Oglesby → keyboards, programação adicional de bateria (faixa 2)
- Tony Maserati → mixagem (faixa 2)
- Jamal "Polow Da Don" Jones → produção (faixas 3, 7, 17)
- Ron Fair → produção (faixas 4, 13, 16), produção vocal (faixas 3, 4, 7, 13), arranjo de cordas e conduta (faixas 3, 7, 13, 16), arranjo vocal (faixa 7) sinos de vento (faixa 16)
- Ester Dean → produção vocal (faixas 3)
- Mike "Angry" Eleopoulos – gravação (faixas 3, 4, 13, 16)
- Tal Herzberg → gravação (faixas 3, 4, 13), Pro Tools (faixas 3, 4, 13, 16) co-produção (faixa 16)
- Tony Terrebonne → gravação (faixa 3)
- Aubry "Big Juice" Delaine → gravação (faixa 3)
- Tony Terrebonne → gravação (faixa 3)
- Johnathan Merritt → assistente de gravação (faixas 3, 4)
- Bryan Morton → assistente de gravação (faixa 3)
- Jason Perry → keyboards (faixa 3)
- Melvin Jones → trumpet (faixa 3)
- Lissy Rosemond → banjo (faixa 3)
- Eric Florence → tuba (faixa 3)
- Dave Pensado → mixagem (faixas 3–5, 12–14)
- Jaycen Joshua → mixagem (faixas 3–5, 12–14)
- Andrew Wuepper → assistente de mixagem (faixas 3, 13)
- Jonas Jeberg → produção, gravação, instrumentação, programação (faixa 4)
- Peter Mokran → mixagem (faixas 4, 7)
- Eric Weaver → assistente de mixagem (faixas 4, 7)
- Chase N Cashe → produção (faixas 5, 14)
- Daniel Groover → guitarra (faixa 5)
- R. Kelly → produção, arranjo, assistente de mixagem (faixa 6)
- Ian Mereness → gravação, programação (faixa 6)
- Abel Garibaldi → gravação (faixa 6)
- Jeff Meeks → gravação, programação (faixa 6)
- Eric Schlotzer → gravação, programação (faixa 6)
- Donnie Lyle → guitarras (faixa 6)
- Patrick Hayes → guitarras (faixa 6)
- Eric Schlotzer → gravação, programação (faixa 6)
- Donnie Lyle → guitarras (faixa 6)
- Patrick Hayes → guitarras (faixa 6)
- Steve Baughman → gravação (faixa 7)
- Tony Terrebone → gravação (faixa 7)
- Nicole Scherzinger → arranjo vocal (faixa 7)
- Shea Taylor → produção (faixa 8)
- Shaffer "Ne-Yo" Smith → co-produção (faixa 8)
- Mike Tocci → recording (faixa 8)
- Daniel Laporte → gravação adicional (faixa 8)
- Moses "Big Mo" Laporte → gravação adicional (faixa 8)
- Robert "R.T." Taylor → guitarra acústica (faixa 8)
- Bart Buckso → guitarra (track 8)
- Glenn Camp → bateria (faixa 8)
- Kevin "KD" Davis → mixagem (faixa 8)
- Timbaland → produção (faixas 9–11, 14)
- Jerome "Jroc" Harmon → produção (faixas 9–11, 14)
- Chris Godbey → gravação, mixagem (faixas 9–11, 14)
- Julian Vasquez → gravação (faixas 9–11, 14)
- Fareed Salamah → gravação (faixas 9–11, 14)
- Ron Taylor → edição adicional de pró-ferramentas (faixas 9–11, 14)
- Dan Warner → guitarras adicionais (faixas 10, 11)
- Lashawn Daniels → produção vocal (faixas 12)
- Jordan Omley → produção vocal (faixa 12)
- Tito Vasquez → gravação (faixa 12)
- Mike "Handz" Donaldson → gravação (faixa 12)
- Paul Foley → gravação (faixa 12)
- Quiz & Larossi → produção, instrumentação, programação (faixa 13)
- Frank Wolf → produção vocal (faixa 13)
- Jonathan Merrit → engenheiro assistente (faixa 13, 16)
- Keith Gretlein → engenheiro assistente (faixa 13)
- Greg De Pante → engenheiro assistente (faixa 13)
- Hit-Boy → produção (faixa 14)
- Kara Dioguardi → co-produção (faixa 14)
- Allen Sides → string recording (faixa 16)
- Ryan Shanahan → engenheiro assistente (faixa 16)
- Mike Houge → engenheiro assistente (faixa 16)
- Gary Grin → piano (faixa 16)
- Gary Novak → piano (faixa 16)
- John Goux → guitarra (faixa 16)
- Rusty Anderson → guitarra (faixa 16)
- Jack Joseph Puig → mixagem (faixa 16)
- Dean Nelson → assistente de mixagem (faixa 16)
- Nelly → vocal production (faixa 17)
- Adam Messinger → produção vocal (faixa 17)